# لشکر (دریانوردی)

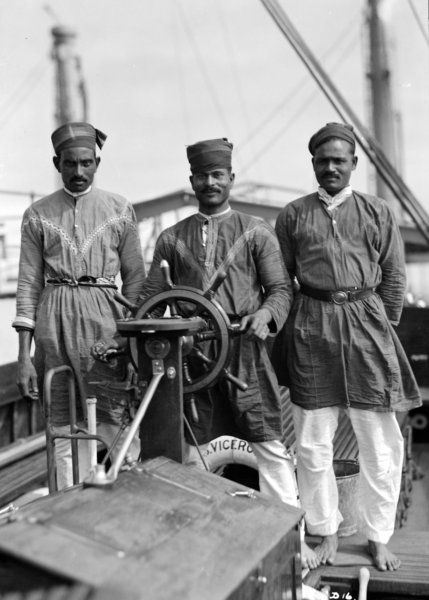

لَشکَر (انگلیسی: Lascar) اصطلاحاً به ملوانان یا شبه‌نظامیان از آسیای جنوبی، آسیای جنوب شرقی، جهان عرب، و دیگر مناطق واقع در شرق دماغه امید نیک گفته می‌شد که از قرن ۱۶ تا اواسط قرن ۲۰، در کشتی توسط اروپائیان به کار گرفته می‌شدند.
این واژه همان واژه لشکر فارسی است.